# 勝連城
勝連城（日本語：かつれんじょう、琉球語（沖縄語）：かっちんぐすく）は、沖縄県うるま市にあったグスク（御城）の城趾である。阿麻和利の城として有名。

## 概要
城は勝連半島の南の付け根部にある標高60mから100mの丘陵に位置する。南城（ヘーグシク）、中間の内、北城（ニシグシク）で構成されている。北城は石垣で仕切られた一の曲輪、二の曲輪、三の曲輪を備える（曲輪は郭とも言う）。一から三までの曲輪が階段状に連なり、一の曲輪が最も高い。
城の南側に南風原集落（南風原古島遺跡）が広がり、交易のための港を備えていた。城の北側は田地として穀倉地帯であった。
城内の「浜川ガー」（はんがーがー）は、7代目城主濱川按司の女（むすめ）、真鍋樽が身の丈の1つ半の長さもある長髪を洗髪したと伝わる。

### 構造
二の曲輪には正面約17m、奥行き約14.5mほどの比較的大きな舎殿跡が発見された。等間隔に柱が並び礎石もある社殿であったと推定されている。また城が構築された時代の屋根は板葺きが主流であったが、大和系の瓦も付近から発見されている。

## 歴史
勝連城は、14世紀初頭に英祖王統2代・大成の五男、勝連按司によって築城されたと考えられているが、いっぽうで12世紀から13世紀頃には既に築城が始まっていたとする説もある。
そして、この城の最後の城主・阿麻和利（10代目勝連按司）は、圧政を敷き酒に溺れていた9代目勝連按司の茂知附按司に対してクーデターを起こし殺害、この地方の按司として成り代わり海外貿易などを推し進めますます力を付けた。阿麻和利は護佐丸・阿麻和利の乱で護佐丸を討ち取ったのち、尚泰久王をも倒そうと琉球の統一を目論んだが、1458年に王府によって滅ぼされた。
城内からは中国、元代の陶磁器（染付）が出土しており、『おもろさうし』からも当時の繁栄をみることができる。民俗学者の柳田国男は、勝連が当時の文化の中心であったことは大和（やまと）の鎌倉のごとしと『おもろさうし』にあるように、浦添・首里・那覇を中心とした浦添文化に対して、系統上異なる勝連文化と言うべきものがあったのではないか、と推測した。

### 現代
城壁の石は道路工事の石材などとして持ち去られてきたが、現在は復元工事により往時の姿を取り戻しつつある。
1972年（昭和47年）5月15日、沖縄の本土復帰にともない即日、日本国の史跡に指定された。2000年（平成12年）11月首里城跡などとともに、琉球王国のグスク及び関連遺産群としてユネスコの世界遺産（文化遺産）にも登録されている（登録名称は勝連城跡）。登録されたグスク（城）の中では最も築城年代が古いグスクとされている。
2010年（平成22年）、沖縄本島近海地震で城壁の一部が崩落する被害を受けた。
2016年、2013年の遺構調査で発掘された10枚の金属製品の中に14世紀から15世紀の土層から3世紀から4世紀頃に製造されたローマ帝国のコインが4点、17世紀の土層から17世紀頃に製造されたオスマン帝国の貨幣が1点が確認された。14世紀から15世紀にかけての海上交易を通じて東アジア経由で流入したと考えられ、また、日本国内でローマ、オスマン帝国の貨幣が発見されたのは初めてのこと。
2017年（平成29年）4月6日、続日本100名城（200番）に選定された。

## 歴代城主
勝連城は、14世紀始め頃に英祖王統の第二代国王・大成の五男、勝連按司によって築城され、阿麻和利に到るまで十代の城主により統治されたと考えられている。
勝連按司二世の娘は察度に嫁ぎ、察度が西威を倒して中山王国を建てると勝連も中山との結びつきを強め、中興し栄えたと伝わる。
- 初代　勝連按司一世（英祖王統・第二代王大成の五男）
- 二代　勝連按司二世（一世の世子、娘・眞鍋樽は察度王の妃）
- 三代　勝連按司三世（二世の世子）
- 四代　勝連按司四世（三世の世子）
- 五代　勝連按司五世（勝連の伊波按司に敗れ戦死）
- 六代　勝連の伊覇按司（伊覇按司一世の六男、姉妹の眞鍋金は尚巴志の妃。勝連按司五世の家臣・浜川按司に敗れ戦死）
- 七代　浜川按司一世（前領主・勝連按司五世の家臣）
- 八代　浜川按司二世（一世の世子）
- 九代　茂知附按司（家臣の阿麻和利に敗れ戦死）
- 十代　阿麻和利（越来賢雄率いる尚泰久王の王府軍に敗れ戦死、廃城）

## 観光
この城跡は山を利用して造られている天険の要害であり、城跡入口から急勾配がつづくため、軽装でも良いが足回りには注意が必要。

### 真鍋樽伝説
前述7代目城主濱川按司の女（むすめ）真鍋樽（マナンダルー、マランラルー）は絶世の美女だったと言う伝承が琉球各地にあり、例として具志頭間切（八重瀬町具志頭）の若者、白川桃樽金（シラカワトゥバルタルガニー）が真鍋樽に恋をし結婚を申し込むが結ばれず、二人は恋焦がれるうちに病死してしまい、葬送の行列が北中城で会合したので一緒に埋葬されたと言う伝承がある（「熱田マーシリー」）。また、南山他魯毎の子、樽真佐（タルマサ）の孫に四郎樽金（シルタルガニー）がいて、彼の親はもてなかったが彼は真鍋樽と結婚したと言う。先述の白川桃樽金は謎かけをして解けない内に死んでしまい、四郎樽金は謎かけを解いて結ばれたと言う伝承である。

### 勝連城を題材としたフィクション
- ロボット刑事 - フジテレビ・東映制作の特撮テレビドラマ。沖縄が舞台になった第20話「水爆飛行船東京へ」で、Kとバドーロボット・カラテマンの決戦地となった。